# Râs Acrata
Râs Acrata är en udde i Algeriet.   Den ligger i provinsen Tipaza, i den norra delen av landet, 14 km väster om huvudstaden Alger.
Terrängen inåt land är platt åt sydväst, men åt sydost är den kuperad. Havet är nära Râs Acrata åt nordväst. Runt Râs Acrata är det ganska tätbefolkat, med 166 invånare per kvadratkilometer. Närmaste större samhälle är Alger, 14,3 km öster om Râs Acrata. Trakten runt Râs Acrata består till största delen av jordbruksmark.